# Condecorações e punições militares da Roma Antiga
Como ocorre com outras forças militares, antigas e modernas, o exército romano adotava uma extensa lista de condecorações por bravura e um conjunto de punições por transgressões disciplinares ou covardia. As premiações eram conhecidas como dona militaria, eram concedidas a soldados e oficiais e se dividiam em duas classes, as maiores (em latim: dona maioria), para os grandes atos de heroísmo, e as menores (em latim: dona minora), destinadas a recompensar atos de valor da tropa.
Políbio conta que os romanos mantinham um eficaz sistema de recompensas cujo objetivo era incitar os jovens a enfrentarem o perigo. Depois de algumas operações militares nas quais alguns deles se destacavam, o cônsul juntava a tropa (adlocutio) e, depois de apresentar os protagonistas de uma ação de valor, elogiava publicamente o responsável, exaltando seu comportamento heroico. Além da glória, as recompensas estimulavam nos soldados uma emulação da batalha, não para os que estavam presentes, mas para os que ficavam em casa. Uma vez de volta, os agraciados participavam de desfiles e podiam ostentar seus prêmios. Os espólios conseguidos dos inimigos eram geralmente colocados em lugares bem à vista de todos como testemunho do valor do dono da casa. Políbio conclui dizendo: "Considerando este escrupuloso empenho dos romanos em premiar e punir os soldados, é normal que suas campanhas militares se concluam com sucesso e que abundem tais atos de valor". 
Esta é a descrição feita por Flávio Josefo ao término do longo cerco de Jerusalém:
| “ | Tito deu ordens a seus oficiais para que listassem o nome de todos os que haviam realizado atos singulares de valor durante a guerra. E, quando estes se colocaram à frente, ele, chamando-os pelo nome, os elogiou, se congratulou com seus feitos como se fossem seus próprios, os coroou com coroas de ouro e distribuiu depois colares de ouro, pequenas lanças de ouro e vexilos de prata. Alguns, ele permitiu que fossem promovidos ao grau superior. Distribuiu também o butim, uma grande quantidade de prata, ouro, vestes e outros objetos. Quando todos foram recompensados […] Tito foi aclamado e voltou sua atenção aos rituais e sacrifícios costumeiros pela vitória. Perto dos altares estava um grande número de bois e ele, depois de sacrificá-los, distribuiu a carne às tropas para que banqueteassem. Depois, com seus generais, festejou por três dias. | ” |
|   | — Flávio Josefo, A Guerra dos Judeus VII, 1.3.13-17.. |   |

## Serviço militar
- missio honesta – a dispensa militar com honras depois de 25 anos de serviço.
- Diploma militar – era uma cópia de um decreto original em bronze outorgado pelo imperador em Roma e que concedia a cidadania romana a veteranos estrangeiros que serviam por 25 anos ou mais nas forças militares romanas, incluindo a marinha.

## Condecorações maiores
Na escala das condecorações militares romanas, a coroa representava as condecorações maiores (em latim: dona maiora). Elas podiam ser concedidas pelo general, geralmente um cônsul ou pretor, aos soldados ou vice-versa, presenteada pela tropa ao seu próprio comandante. A forma da coroa ou o material que ela era feita serviam para diferenciar o tipo de mérito que ela representava. Uma coroa significava ainda prêmio em dinheiro e outras honrarias cerimoniais perante a organização militar e a sociedade civil.

### Spolia opima
Era considerada o mais honrado entre os diversos troféus de guerra que um comandante poderia obter durante todo o período romano e estava reservado aos comandantes militares que derrotavam, em combate singular, o comandante de forças inimigas. Durante todo o período romano, somente três generais receberam a honra: Rômulo, Aulo Cornélio Cosso e Marco Cláudio Marcelo (e, provavelmente, Crasso).

### Coroas
- Coroa triunfal ou coroa de louros (em latim: corona triumphalis) – era concedida a um general vitorioso que fosse aclamado imperator. Feita de ramos de louro entrelaçados, era representada, durante um triunfo, por uma coroa de ouro na forma de folhas de louro mantida sobre a cabeça do general triunfante por um escravo. Por sua característica, esta coroa passou a representar o próprio imperador romano durante o período imperial.
- Coroa de grama (em latim: corona obsidionalis ou corona graminea) – era a mais alta e prestigiosa condecoração militar romana e, por isso, a mais rara. Era concedida apenas a generais, comandantes ou oficiais cujas ações salvaram uma legião ou um exército inteiro.
- Coroa cívica (em latim: corona civica) – era um adorno feito com ramos e folhas de carvalho comum entrelaçados para formar uma coroa. Na República Romana e no principado, era considerada a segunda mais alta condecoração militar que um cidadão romano podia receber.
- Coroa naval (em latim: corona navalis) – uma coroa de ouro concedida ao primeiro homem que abordava um navio inimigo durante uma batalha naval. Tinha o formato de uma coroa encimada por proas de navios.
- Coroa de ouro (em latim: corona aurea) – concedida a centuriões e, aparentemente, a alguns oficiais mais altos por matarem um inimigo em combate singular e por defenderem sua posição até o final da batalha.
- Coroa mural (em latim: corona muralis) – era uma coroa de ouro moldada para se parecer com ameias de uma muralha e concedida ao primeiro soldado que escalasse a muralha de uma cidade cercada e conseguisse colocar sobre ela o estandarte romano.
- Coroa castrense (em latim: corona vallaris ou corona castrensis) – era uma coroa de ouro ornamentada com "valos", a paliçada utilizada na defesa de trincheiras. Era concedida ao primeiro soldado que ultrapassasse a defesa inimiga durante um ataque.

Coroas romanas
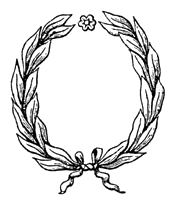
Coroa triunfal
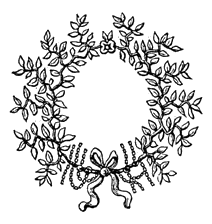
Coroa gramínea
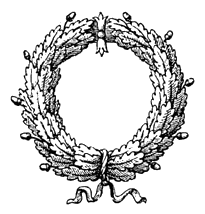
Coroa cívica
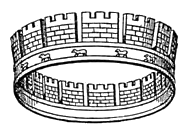
Coroa mural
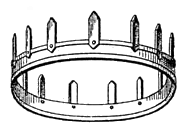
Coroa castrense
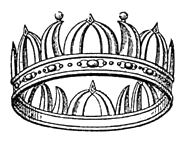
Coroa naval

## Condecorações menores
Inferiores às coroas na escala das recompensas militares, estavam as chamadas de "condecorações menores" (em latim: dona minora). Elas eram distribuídas entre os soldados que se destacavam por sua coragem ou habilidade. O prêmio era recebido numa cerimônia pública ao término das campanhas ou depois de uma batalha. Os prêmios geralmente significavam também premiações em dinheiro ou parte do butim amealhado e significava para o soldado um prestígio entre seus colegas da comunidade militar. As seguintes comendas eram possíveis:
- Geso (em latim: gaesum) – Segundo Políbio, nos tempos antigos (antes das Guerras Púnicas), o prêmio concedido aos soldados conseguiram ferir um inimigo importante era um geso e não uma patera ou uma falera (vide abaixo)[4].
- Patera (em latim: patera) – concedida ao soldado da infantaria que houvesse matado um inimigo em combate[4].
- Falera (em latim: phalera) – concedida ao soldado da cavalaria que houvesse matado um inimigo em combate[4]; A falera era, de fato, uma medalha em forma de broche metálico cinzelado ou martelado (repoussé) para ser utilizado sobre a armadura. Era derivado dos medalhões ornamentais tipicamente utilizados como elementos decorativos nas roupas femininas ou na selagem de um cavalo.
- Armilas (em latim: Armillæ) – um par de braceletes de metal utilizado como proteção numa típica armadura greco-romana.
- Torques (em latim: torque) – um tipo de colar aberto feito de metal retorcido típico da cultura galo-céltica.
- Hasta pura – um lança cerimonial de prata (sem a ponta) concedida ao "homem que feriu um inimigo"[4]. A utilização deste prêmio é obscura.
- Vexilo (em latim: vexillum) – uma réplica em tamanho menor de um estandarte romano.

Condecorações menores
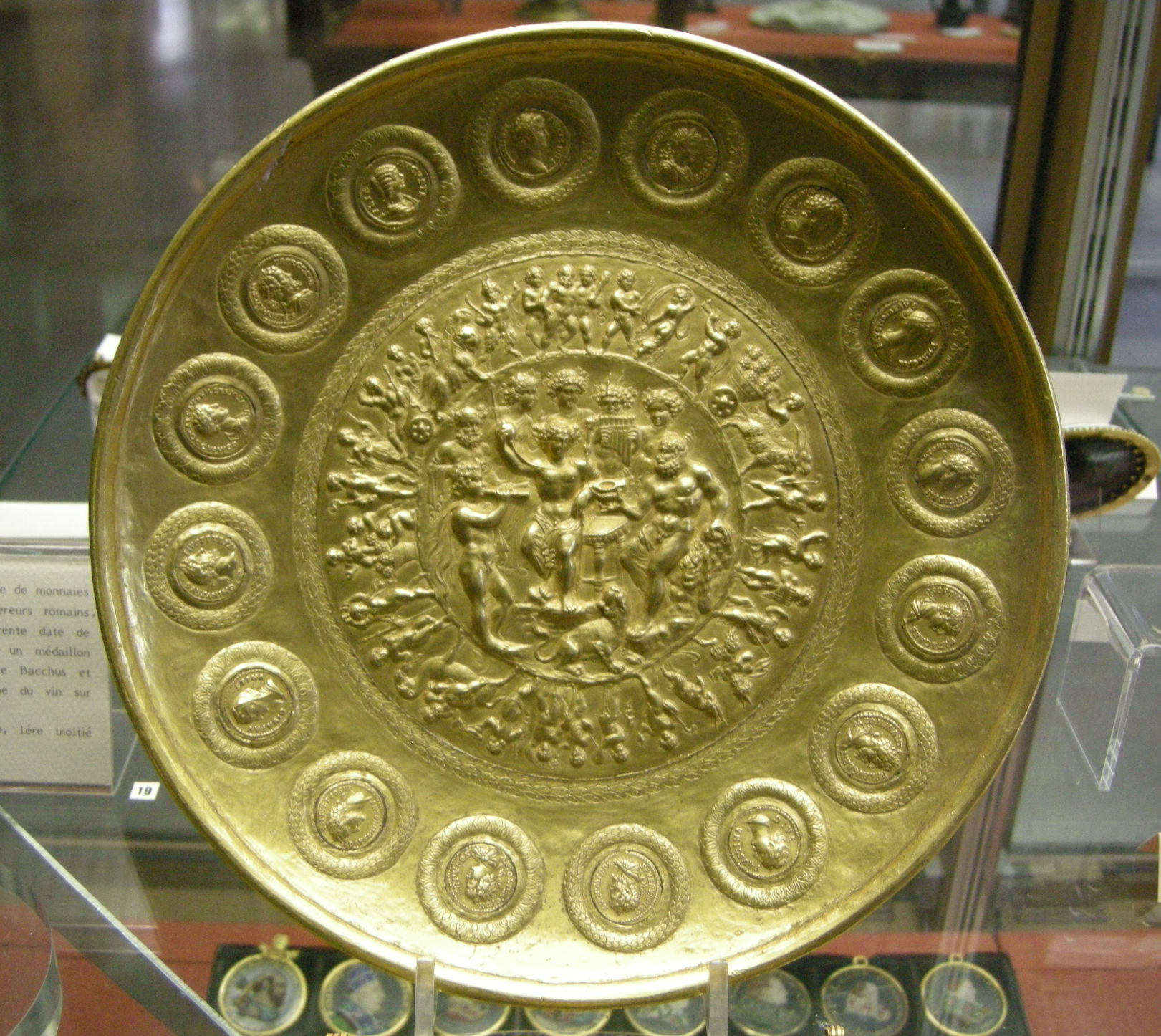
Patera
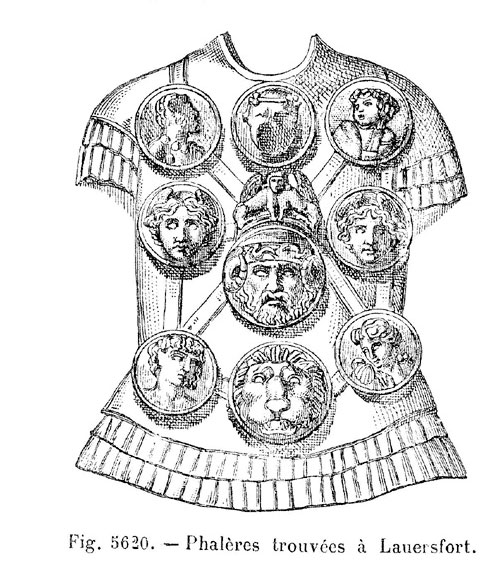
Faleras
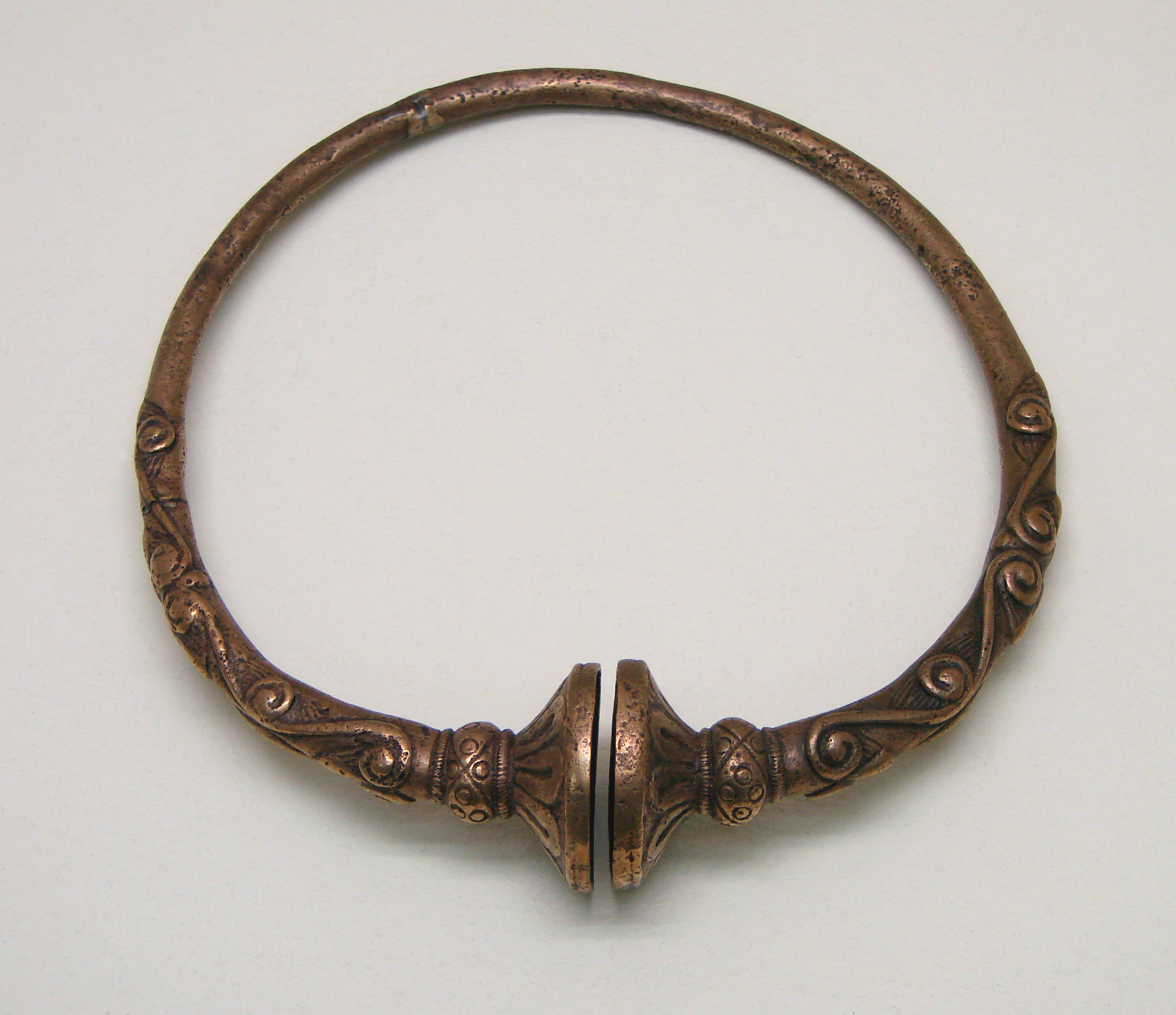
Torque
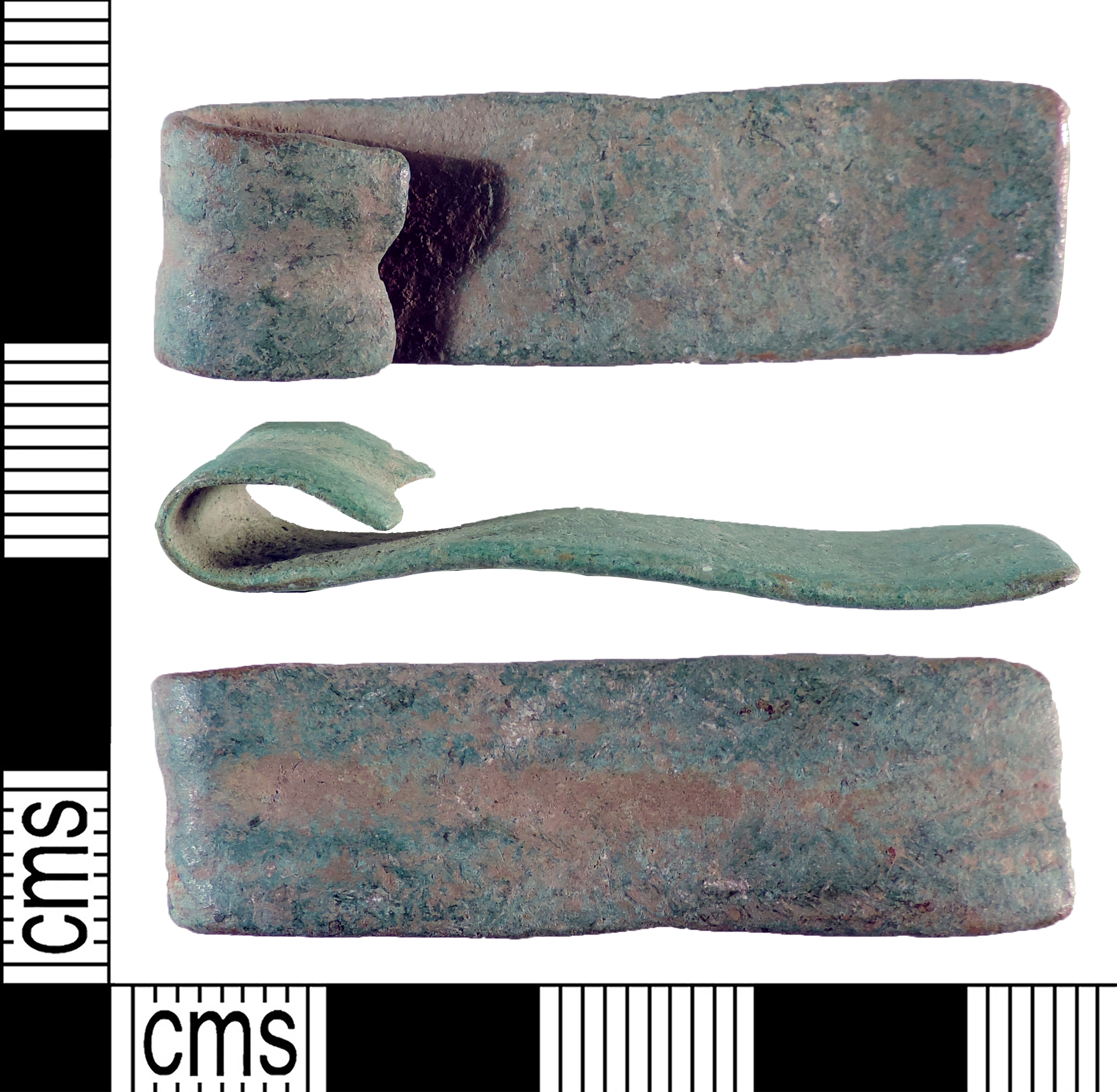
Armila (bracelete)
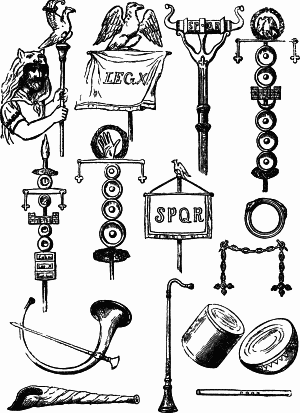
Vexilo

## Paradas militares
- Triunfo – uma cerimônia civil e também um rito religioso da Roma Antiga realizada na forma de uma parada militar para homenagear publicamente o comandante de uma guerra ou campanha vitoriosa no exterior e para mostrar ao povo romano os espólios conquistados, incluindo escravos e prisioneiros importantes.
- Ovação – uma forma menor do triunfo que era concedida ao general quando não havia uma guerra declarada entre Roma e algum outro estado, quando um inimigo era considerado inferior (piratas, escravos) ou quando o conflito não representava um perigo importante para o general ou para o exército romano.

## Punições

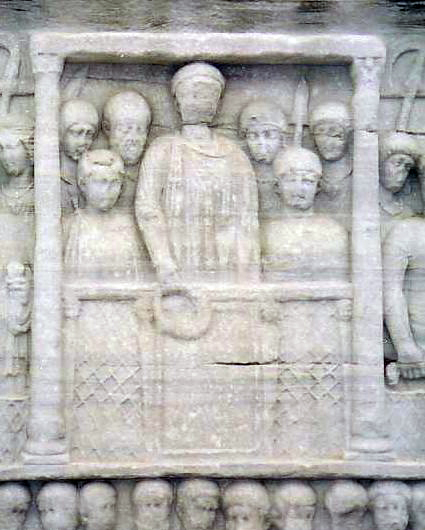
O imperador Teodósio segura uma coroa de louros para premiar o vencedor de uma corrida no Hipódromo de Constantinopla.
Imagem na face leste do Obelisco de Teodósio, em Istambul.

Quando um romano se alistava para o serviço militar, ele fazia um juramento militar conhecido como "sacramentum", originalmente para o Senado e o povo romano e, mais tarde, para o general e para o imperador. O "sacramentum" afirmava que ele cumpriria as condições de seu serviço sob pena inclusive de morte. A disciplina no exército era extremamente rigorosa para padrões modernos e um general tinha o poder de executar sumariamente qualquer soldado sob seu comando.
Políbio divide as punições infligidas por um comandante a um ou mais soldados em punições por crimes militares e por atos afeminados, apesar de haver pouca diferença na natureza nas punições entre as duas categorias.

### Crimes militares
- Fustuarium – depois de uma sentença de deserção ou abandono do dever, um soldado deveria ser apedrejado ou surrado com porretes até a morte na frente das tropas por seus companheiros, cuja vida ele colocou em perigo. Os soldados sentenciados de fustuarium que fugiam não eram perseguidos, mas eram considerados como banidos de Roma[5]. Políbio conta ainda que esta pena era aplicada aos que roubavam, aos que davam falso testemunho, aos jovens que abusavam de seus pais e a a todos os que eram punidos por três vezes pela mesma falta.
- Bastinado – o condenado era punido com o chicoteamento ou uma surra nas plantas dos pés, o que era extremamente doloroso.
- Multa em dinheiro (em latim: pecuniaria multa) – multas ou deduções de parte do soldo.
- Flagelação – uma sentença na qual o soldado era chicoteado perante sua centúria, coorte ou legião.
- Novas garantias – incluindo realizar novamente o sacramentum.

Uma outra punição aplicada aos militares romanos dizia respeito ao cuidado com os prisioneiros. Segundo a lei, se um prisioneiro morresse durante uma punição infligida pelos legionários (com exceção da pena de morte), então o líder das tropas responsáveis pela morte receberia a mesma punição.
No final do período imperial, os comandantes tinham uma considerável liberdade para escolher quais crimes punir e com que severidade. Segundo a História Augusta, o futuro imperador Aureliano uma vez ordenou que um homem que havia sido condenado por estuprar a mulher de um outro que ele fosse amarrado a duas árvores entortadas até o chão para que, quando as cordas que as prendiam fossem cortadas, ele fosse despedaçado pelas árvores retornando à posição vertical. O autor comenta que Aureliano raramente punia duas vezes pela mesma ofensa e que, mesmo para os padrões romanos, ele era considerado particularmente duro. É possível que o autor tenha exagerado ou atribuído a Aureliano um ato que lhe pareceu apropriado dada a sua reputação. Por outro lado, a imposição de punições cruéis para manter a disciplina entre as tropas nas condições caóticas das províncias do norte da Europa em meados do século III certamente eram um instrumento importante para a manutenção de um comando efetivo.

### Atos afeminados
- Dizimação (em latim: decimatio) – uma forma de disciplina extrema utilizada por oficiais do exército romano para punir tropas amotinadas ou covardes em casos excepcionais. Uma coorte selecionada para ser dizimada era dividida em grupos de dez e cada grupo tirava a sorte; o soldado sorteado era então executado pelos seus nove companheiros, geralmente por apedrejamento ou com porretes. Os sobreviventes recebiam rações de cevada ao invés de trigo e forçados a dormir fora do acampamento. Esta forma de punição caiu em desuso depois dos primeiros anos da República e só foi revivida por Crasso durante a Revolta de Espártaco, em 72 a.C., quando duas de suas legiões desobedeceram ordens diretas de não darem combate ao inimigo. As duas foram fragorosamente derrotadas e a reação de Crasso foi a dizimação. Segundo Dião Cássio[7], o recém-nomeado imperador Galba utilizou a dizimação contra uma unidade de soldados rebeldes que o enfrentaram quando ele passava pela Ponte Mílvia no outono de 68 a.C.[8].
- Execução sumária – sempre por ordem do comandante.
- Castigatio – o soldado era surrado pelo centurião com seu cajado (animadversio fustium).
- Rações reduzidas – as tropas punidas eram forçadas a sobreviver com rações reduzidas ou à base de cevada.
- "Chicote curto" (em latim: flagrum) – uma punição muito mais brutal do que a simples flagelação e reservado para escravos voluntários.
- Gradus deiectio – demoção, ou seja, a redução na patente.
- Perda de vantagens advindas do tempo em serviço.
- Militiae mutatio – o soldado era forçado a realizar serviços considerados inferiores.
- Munerum indictio – o soldado era forçado a realizar serviços adicionais às suas tarefas normais.